# STS-97
STS-97 var en flygning i det amerikanska rymdfärjeprogrammet till Internationella rymdstationen ISS, med rymdfärjan Endeavour. Den sköts upp från Pad 39B vid Kennedy Space Center i Florida den 30 november 2000. Efter nästan elva dagar i omloppsbana runt jorden återinträdde rymdfärjan i jordens atmosfär och landade vid Kennedy Space Center.
Flygningens huvudmål var att leverera den första uppsättningen av amerikanska solpaneler, kallade P6 till stationen.
Endeavour dockade med stationen den 2 december.

## Väckningar
Under Geminiprogrammet började NASA spela musik för besättningar och sedan Apollo 15 har man varje "morgon" väckt besättningen med ett musikstycke, särskilt utvalt antingen för en enskild astronaut eller för de förhållanden som råder.
| Dag | Låt                          | Artist/Kompositör  |
| --- | ---------------------------- | ------------------ |
| 2   | "Stardust"                   | Willie Nelson      |
| 3   | "I Believe I Can Fly"        | R. Kelly           |
| 4   | "Sunshine of Your Love"      | Cream              |
| 7   | "O Mio Babbino Caro"         | Puccini            |
| 8   | "Here Comes the Sun"         | Beatles            |
| 9   | "Rattled"                    | Traveling Wilburys |
| 10  | "Back in the Saddle Again"   | Gene Autry         |
| 11  | "Beyond the Sea"             | Bobby Darin        |
| 12  | "I'll Be Home for Christmas" | Bing Crosby        |